# Aubessagne
Pour les articles homonymes, voir Aubessagne (homonymie).
Aubessagne est une commune nouvelle française située dans le département des Hautes-Alpes, en région Provence-Alpes-Côte d'Azur.
Elle regroupe les communes de Chauffayer, Les Costes et Saint-Eusèbe-en-Champsaur depuis le 1er janvier 2018.

## Toponymie
Nom occitan formé de l'adjectif albo, signifiant blanc et du nom sagna (ou sanho) désignant une étendue marécageuse.
Le lieu est connu sous le nom Alba Sagna au XIIIe siècle, Aubassagne au XVIIe siècle.

## Histoire
Au Moyen Âge, le mandement d'Aubessagne couvrait les deux paroisses d'Aubessagne et des Costes. Au XIVe siècle, une commanderie est établie à Aubessagne par l'Ordre hospitalier de Saint-Antoine. Elle disparaît au XVIIe siècle, laissant son nom au hameau actuel de l'Église. À la fin du XVIIIe siècle, le Comte des Herbleys, propriétaire d'une demeure à Aubessagne, fait construire un canal d'irrigation depuis la Séveraisse.
À la Révolution, la paroisse d'Aubessagne est érigée en commune. En 1887, la commune d'Aubessagne change de nom, et devient Chauffayer, du nom du hameau situé sur la route Gap - Grenoble, devenu le plus important de la commune. Le 1er janvier 2018, les communes de Chauffayer, les Costes et Saint-Eusèbe-en-Champsaur fusionnent, et la commune nouvelle ainsi créée (re)prend le nom de Aubessagne.

## Géographie
Aubessagne est située dans la partie inférieure du Champsaur, sur la rive droite du Drac, entre son confluent avec la Séveraissette et son confluent avec la Séveraisse.  Le territoire de la commune est principalement un ancien fond glaciaire remodelé par l'érosion, à une altitude comprise entre 900 et 1 100 mètres, bordé au sud, à l'ouest et au nord par les rivières encaissées, et à l'est par les pentes abruptes du Banc du Peyron, qui culmine à 2 777 mètres d'altitude.
|            | Saint-Firmin | Saint-Jacques-en-Valgodemard |
| Le Glaizil | Aubessagne   | La Motte-en-Champsaur        |
| Le Noyer   | Poligny      | Saint-Bonnet-en-Champsaur    |

Chauffayer, le chef-lieu, est à environ 30 kilomètres au nord de Gap et 70 kilomètres au sud de Grenoble, par la Route nationale 85.

### Climat
Pour des articles plus généraux, voir Climat de Provence-Alpes-Côte d'Azur et Climat des Hautes-Alpes.
En 2010, le climat de la commune est de type climat de montagne, selon une étude du Centre national de la recherche scientifique s'appuyant sur une série de données couvrant la période 1971-2000. En 2020, Météo-France publie une typologie des climats de la France métropolitaine dans laquelle la commune est exposée à un climat de montagne ou de marges de montagne et est dans la région climatique Alpes du sud, caractérisée par une pluviométrie annuelle de 850 à 1 000 mm, minimale en été.
Pour la période 1971-2000, la température annuelle moyenne est de 8,8 °C, avec une amplitude thermique annuelle de 17,5 °C. Le cumul annuel moyen de précipitations est de 1 017 mm, avec 8,4 jours de précipitations en janvier et 6 jours en juillet. Pour la période 1991-2020, la température moyenne annuelle observée sur la station météorologique de Météo-France la plus proche, « Saint-Firmin », sur la commune de Saint-Firmin à 4 km à vol d'oiseau, est de 9,6 °C et le cumul annuel moyen de précipitations est de 1 120,1 mm. 
La température maximale relevée sur cette station est de 38,2 °C, atteinte le 24 août 2023 ; la température minimale est de −23,5 °C, atteinte le 27 décembre 1962,,.
Les paramètres climatiques de la commune ont été estimés pour le milieu du siècle (2041-2070) selon différents scénarios d'émission de gaz à effet de serre à partir des nouvelles projections climatiques de référence DRIAS-2020. Ils sont consultables sur un site dédié publié par Météo-France en novembre 2022.

## Urbanisme

### Typologie
Au 1er janvier 2024, Aubessagne est catégorisée commune rurale à habitat très dispersé, selon la nouvelle grille communale de densité à 7 niveaux définie par l'Insee en 2022.
Elle est située hors unité urbaine. Par ailleurs la commune fait partie de l'aire d'attraction de Gap, dont elle est une commune de la couronne,. Cette aire, qui regroupe 73 communes, est catégorisée dans les aires de 50 000 à moins de 200 000 habitants,.

## Politique et administration

### Constitution de la commune nouvelle
| Nom                       | Code Insee | Intercommunalité         | Superficie (km2) | Population (dernière pop. légale) | Densité (hab./km2) |
| ------------------------- | ---------- | ------------------------ | ---------------- | --------------------------------- | ------------------ |
| Chauffayer (siège)        | 05039      | CC Champsaur-Valgaudemar | 10,9             | 383 (2015)                        | 35                 |
| Les Costes                | 05043      | CC Champsaur-Valgaudemar | 8,78             | 178 (2015)                        | 20                 |
| Saint-Eusèbe-en-Champsaur | 05141      | CC Champsaur-Valgaudemar | 7,83             | 150 (2015)                        | 19                 |

## Démographie
L'évolution du nombre d'habitants est connue à travers les recensements de la population effectués dans la commune depuis sa création.

En 2022, la commune comptait 743 habitants, en évolution de +5,39 % par rapport à 2016 (Hautes-Alpes : +0,4 %, France hors Mayotte : +2,11 %).
| 2015 | 2020 | 2022 |
| ---- | ---- | ---- |
| 711  | 716  | 743  |

### Période transitoire
À la date de sa constitution (1er janvier 2018), le conseil municipal de la commune nouvelle a été constitué de tous les conseillers municipaux des trois anciennes communes, soit 33 membres. M. Richard Achin, maire de l'ancienne commune de Chauffayer, a assuré les fonctions de maire d'Aubessagne jusqu'à l'installation du conseil municipal issu des élections municipales de 2020.

### Les élections municipales de 2020
La commune ayant le statut de commune nouvelle, le nombre de conseillers municipaux à élire, égal à 15 pour une commune de plus de 500 et moins de 1 500 habitants, a été porté à 19 pour les élections de 2020, élus au scrutin majoritaire plurinominal,.
Le premier tour a eu lieu le 15 mars 2020 :
- Nombre d'électeurs inscrits : 855
- Nombre de votants : 434
- Suffrages exprimés : 424 (6 votes blancs, 4 bulletins nuls)
- 19 candidats ont obtenu plus de 300 voix, et ont été déclarés élus[18].

Il n'y a pas eu lieu à un second tour.
En raison de la situation sanitaire, l'installation du conseil municipal nouvellement élu a été retardée jusqu'à la fin du mois de mai. Il a alors élu maire M. Richard Achin.
| Période                                  | Période  | Identité      | Étiquette | Qualité |
| ---------------------------------------- | -------- | ------------- | --------- | ------- |
| Les données manquantes sont à compléter. |          |               |           |         |
| 1er janvier 2018 (intérim)               | mai 2020 | Richard Achin | DVD       | Employé |
| mai 2020                                 | en cours | Richard Achin |           |         |

## Culture locale et patrimoine

### Lieux et monuments

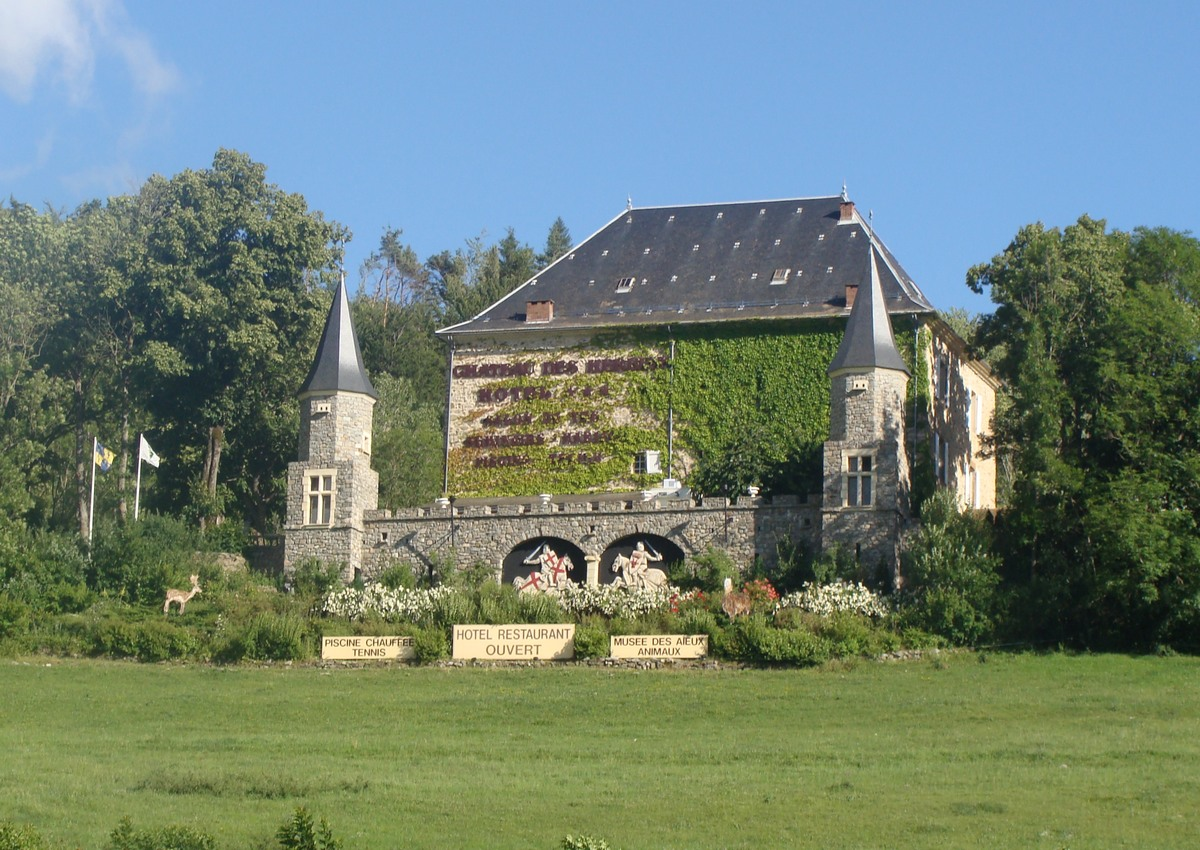
Le château des Herbeys.

- Le village de Chauffayer, chef-lieu de la commune, sur la RN 85, avec la mairie, l'école, l'église paroissiale, quelques commerces (supérette, boulangerie, restaurant — les seuls de toute la commune), un marché hebdomadaire.
- Le château des Herbeys, construit au XVIIIe siècle, aujourd'hui hôtel de luxe.
- L'ancien canal des Herbeys, construit entre 1770 et 1773, qui amenait l'eau de la Séveraisse sur le plateau d'Aubessagne (il en reste une fontaine monumentale derrière le château).
- L'église de Saint-Eusèbe, avec son original clocher à bulbe.
- Les ruines d'une ancienne chapelle forte au lieudit l'Église.
- Plusieurs chapelles et oratoires.
- Le lac de Roaffan, dans les hauteurs des Costes.
- Chapelle de l'Hôpital.
- Chapelle de Combardenq.
- Église Sainte-Anne de Chauffayer.
- Église Saint-Jean-Baptiste des Costes.
- Église Saint-Pierre-aux-Liens de Saint-Eusèbe-en-Champsaur.
- Chapelle de la Sainte-Croix de la Pierre.
- Chapelle de Lantelmes.
- Chapelle Saint-Louis du Villardon.
- Chapelle Saint-Pierre-et-Saint-Paul du Villard-Saint-Pierre.
- Chapelle des Costes.